# Cologno Monzese
Cologno Monzese (Cològn in dialetto monzese e in dialetto milanese IPA: [kuˈlɔɲ], e semplicemente Cologno fino al 1862) è un comune italiano di 47 136 abitanti della città metropolitana di Milano in Lombardia.
Il comune è conurbato con Milano e da febbraio 2017 fa parte della zona Adda Martesana.

## Geografia

### Geografia fisica
La città di Cologno Monzese è situata immediatamente a nord-est del capoluogo di regione, Milano, e condivide con esso un breve confine. Confina a sud-ovest con Milano, a sud con Vimodrone, a est con Cernusco sul Naviglio, a nord-est con Brugherio e a ovest con Sesto San Giovanni.
Il territorio del comune si estende su una superficie di circa 8,4 km2 a un'altitudine di 131 m s.l.m. A ovest è lambito dal fiume Lambro, mentre a sud è attraversato per un breve tratto dal Naviglio della Martesana.
La classificazione climatica del comune è: zona E, 2404 gradi giorno. La classificazione sismica è: zona 3.

### Geografia antropica
I confini di Cologno Monzese sono stati allargati più volte nel corso della storia, a seguito dell'assorbimento di alcuni centri abitati limitrofi. Sono un esempio San Giuliano Monzese, Cavarossa, Metallino e Bettolino Freddo, che sono finiti per diventare dei quartieri del paese. Malnido, oggi chiamato San Maurizio al Lambro, è diventato invece una frazione di Cologno.

## Storia
L'origine di Cologno Monzese risale al IV secolo, durante il periodo delle colonizzazioni romane. Chiamato originariamente Colonia super Lambrum, in quanto edificato sulla riva sinistra del fiume Lambro, Cologno era un centro rurale di pochi abitanti. Il termine "Cologno", usato anche per altri due comuni lombardi (Cologno e Cologno al Serio) deriva appunto dal latino colonia.
Il dominio dei Longobardi, iniziato idealmente quando cadde l'impero romano d'occidente, influenzò molto l'organizzazione del territorio. L'antica chiesa di San Giuliano reca sulla facciata un'iscrizione che fa risalire la costruzione al 599, in onore a Teodolinda, la regina dei Longobardi.
Durante l'alto medioevo Cologno entrò a far parte della Corte di Monza, un'antica organizzazione clericale che sottostava all'arcidiocesi di Milano. Da questa appartenenza deriva l'aggettivo "Monzese", che oggi si utilizza per identificare il comune: prima del 1862, il comune veniva chiamato solamente Cologno. Il 9 dicembre 1866, quando venne emanato il regio decreto, vennero aggregati a Cologno i centri abitati di Malnido (oggi San Maurizio al Lambro) e Bettolino Freddo, fino ad allora appartenuti al comune di Moncucco.
Successivamente, soprattutto a causa dell'immigrazione interna proveniente dal Sud Italia, in particolare dal nord barese, si verificò una crescita demografica molto rilevante che comportò un aumento della popolazione residente tale per cui fu insignita del titolo di città. Oggi i flussi migratori sono cambiati, ma continuano in special modo con l'accoglienza di extracomunitari. Fino agli anni settanta si svilupparono sul territorio comunale diverse attività industriali. Negli anni ottanta, iniziò un processo di deindustrializzazione, che fu in parte sostituito da attività legate al settore terziario, favorito anche dal prolungamento della metropolitana milanese, che sul territorio conta tre stazioni della linea 2.
Dal 2015 fa parte della Zona omogenea Adda Martesana della città metropolitana di Milano.

### Simboli
Lo stemma comunale e il gonfalone sono stati concessi con decreto del presidente della Repubblica del 1º settembre 1969.
Il gonfalone è un drappo partito di giallo e di verde.
Il pastorale ricorda che all'incirca dall'XI secolo, il suo territorio era soggetto alla giurisdizione del monastero di Sant'Ambrogio di Milano.
Dal 1647 Cologno fece parte del feudo di Sesto Ulteriano, concesso ai marchesi Trivulzio, dal cui stemma sono ripresi gli smalti oro e verde.

### Onorificenze
Con D.P.R. del 19 settembre 1996, al Comune di Cologno Monzese è stato concesso il titolo di Città.

## Monumenti e luoghi d'interesse

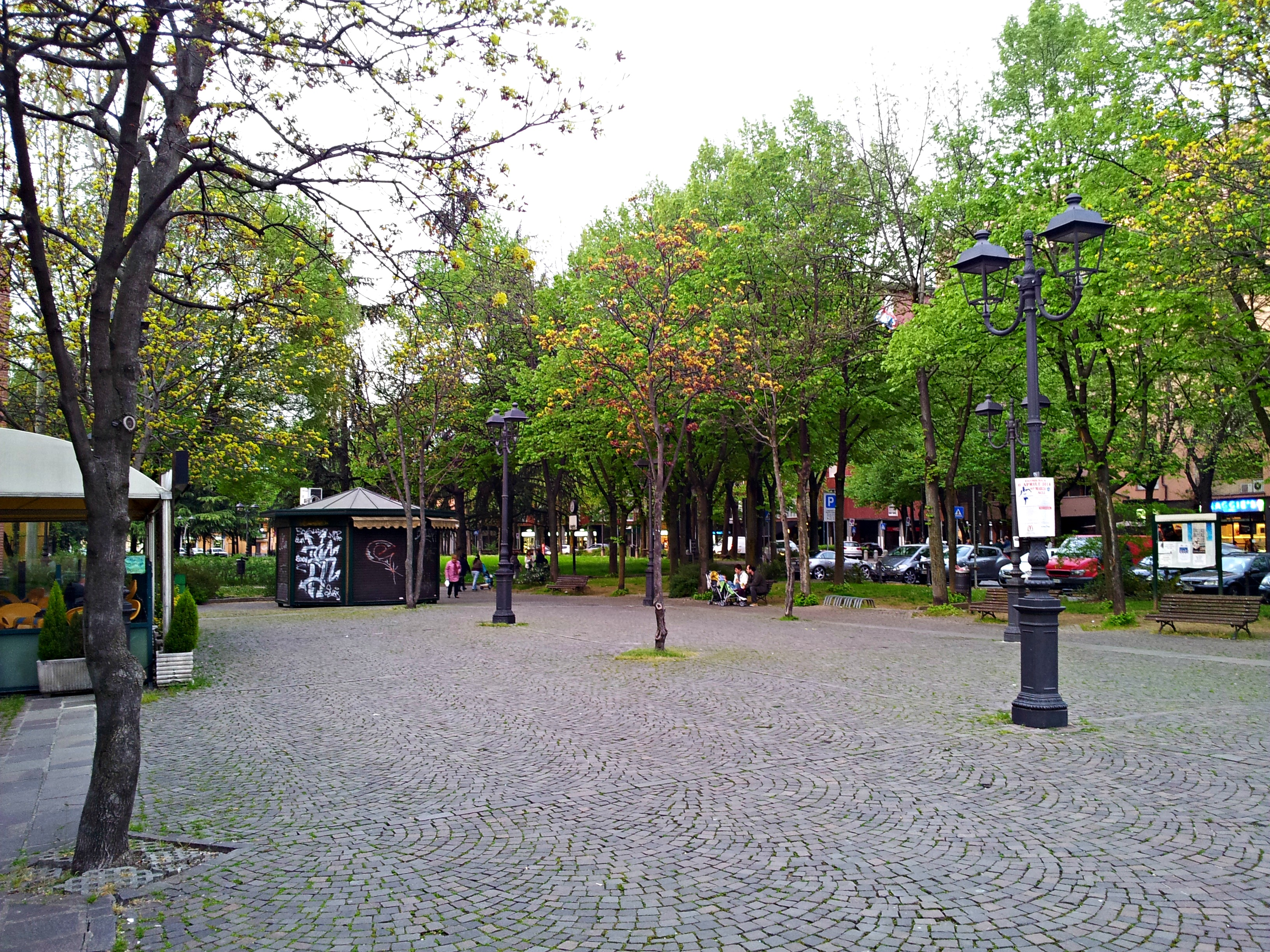
Centro di Cologno Monzese

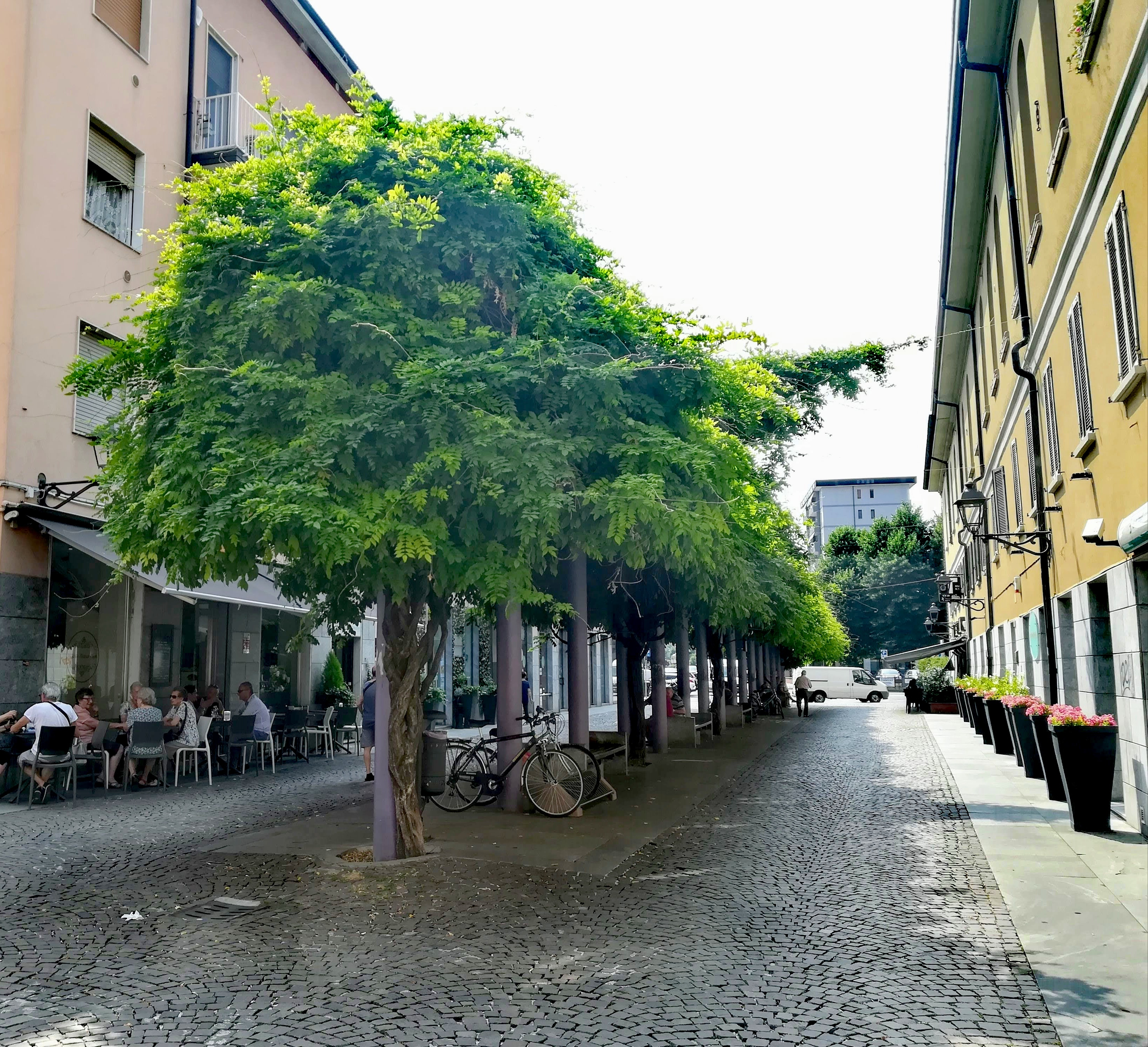
Il corso principale cittadino.

### Pieve di San Giuliano
Come già introdotto, l'influenza dei dominatori Longobardi è rintracciabile nell'antica pieve di San Giuliano, anche se la struttura della chiesa è di stile romanico e non gotico. Questo tempio, dedicato a San Giuliano martire dalla devozione di Teodolinda regina dei Longobardi, fu fondato nell'anno 599 e restaurato nell'anno 1600.
All'ingresso della chiesa sono poste due acquasantiere, una con al centro un Angelo e l'altra il Buon Pastore. Nella navata centrale vi sono affreschi settecenteschi raffiguranti gli evangelisti (Matteo, Marco, Luca, Giovanni) e i Padri della Chiesa (Gregorio, Ambrogio, Girolamo e Agostino).
Alle spalle dell'altare è esposta una grande tela raffigurante una copia dell'Incoronazione di spine del Tiziano.
Adiacente alla Pieve di San Giuliano c'è il complesso di Villa Cacherano d'Osasco, che fu costruito dai Visconti alla fine del '600

### Chiesa antica dei Santi Marco e Gregorio

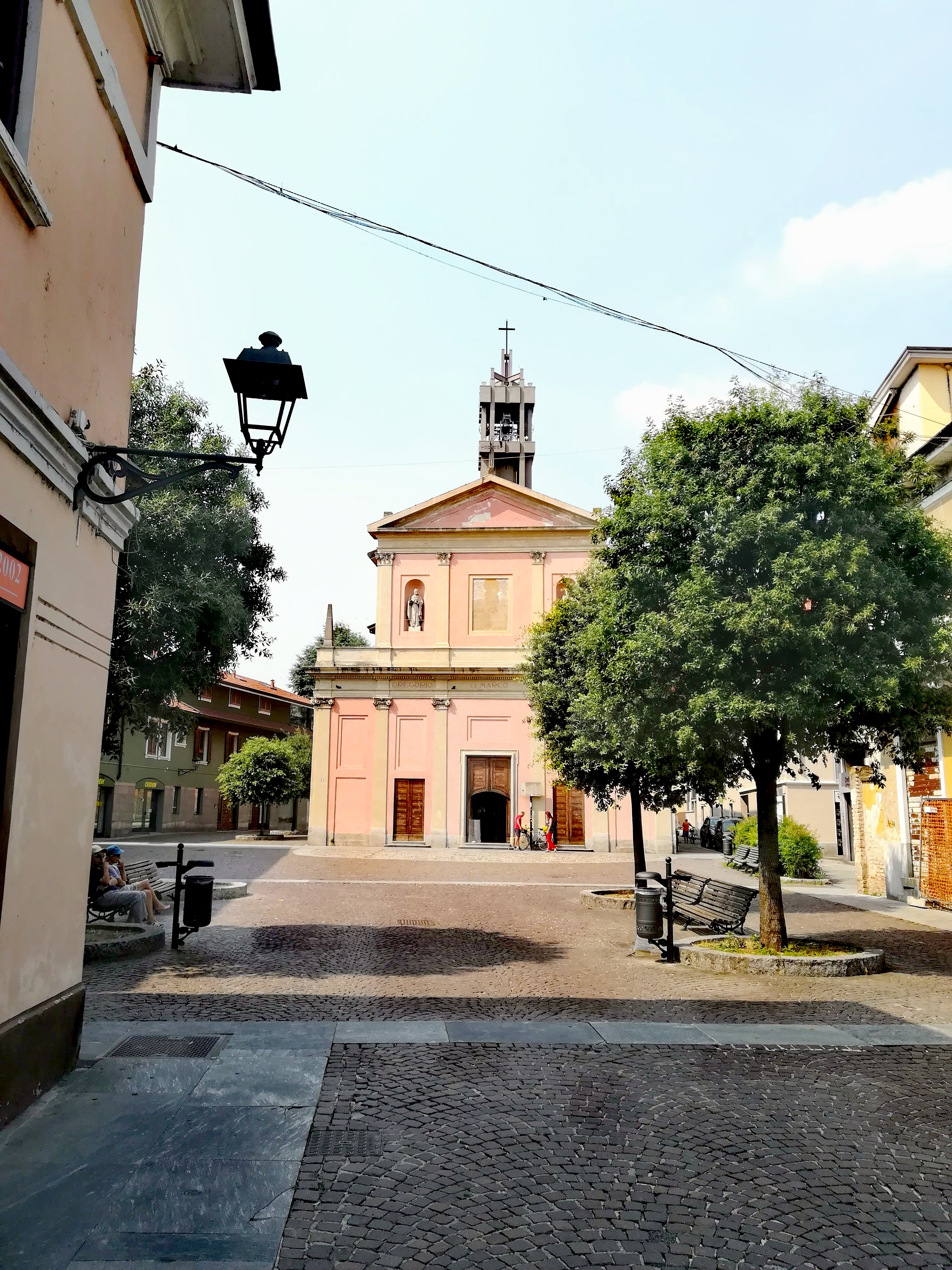
La chiesa immortalata dalla piazzetta antistante.

Si tratta di una chiesa di origini medioevali, nella quale abitarono dal X secolo sino al 1700 circa, i padri cistercensi del monastero di Sant'Ambrogio. L'interno è ricco di affreschi risalenti al XV secolo e lo spazio disponibile è spesso adibito a mostre. L'edificio risulta sconsacrato; le funzioni religiose sono state spostate nella moderna chiesa di S.S. Marco e Gregorio, adiacente a quella antica.

### Villa Casati
Di proprietà della famiglia Casati, è l'edificio in cui ha sede il consiglio comunale e la biblioteca civica. Di origine medioevale, l'edificio era proprietà del monastero di Sant'Ambrogio. Nel 1592 subì una prima ristrutturazione quando passò alla proprietà della famiglia Besozzi e solo nel 1798 entrò in possesso della famiglia Casati.

### Aree naturali

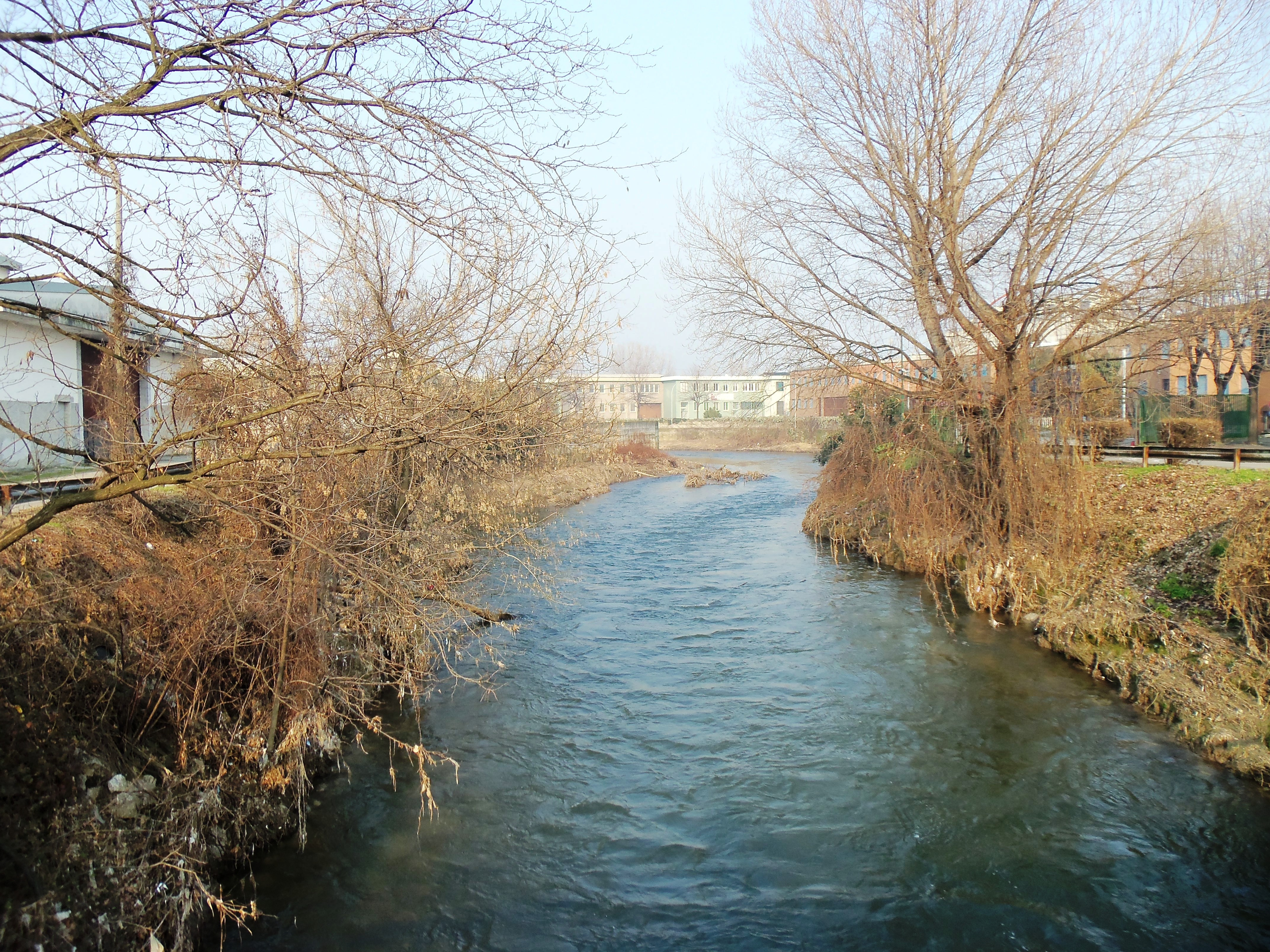
Il Lambro dopo una piena, tra i capannoni industriali di Cologno

Con i comuni di Brugherio e Sesto San Giovanni, Cologno Monzese ospita il Parco Media Valle del Lambro. Inoltre, con Brugherio, Cernusco sul Naviglio, Vimodrone e Carugate, ospita il parco est delle cave. Il parco, caratterizzato da piccole aree boschive e piccoli specchi d'acqua, ha un'estensione di 551 ettari.

### Naviglio della Martesana
Cologno è l'ultimo comune che viene attraversato dal Naviglio della Martesana prima di entrare a Milano. Il percorso del Naviglio lambisce solo lateralmente il comune di Cologno Monzese, ma nonostante ciò in passato ha contribuito allo sviluppo economico: verso la fine del 1800 l'uso delle acque favorì il balzo locale della rivoluzione industriale.

## Società

### Evoluzione demografica
La popolazione residente in passato a Cologno Monzese era di:
- 582 abitanti nel 1751;
- 777 abitanti nel 1771;
- 739 abitanti nel 1805;
- 1 006 abitanti nel 1809, dopo l'annessione di San Giuliano;
- 2 137 nel 1853;

Secondo i censimenti precedenti a quelli dell'ISTAT, effettuati presso le parrocchie del territorio.
Abitanti censiti

### Etnie e minoranze straniere
Al 31 dicembre 2023 la popolazione straniera residente nel comune era di 8 189 persone, pari al 17,46% della popolazione.

## Cultura

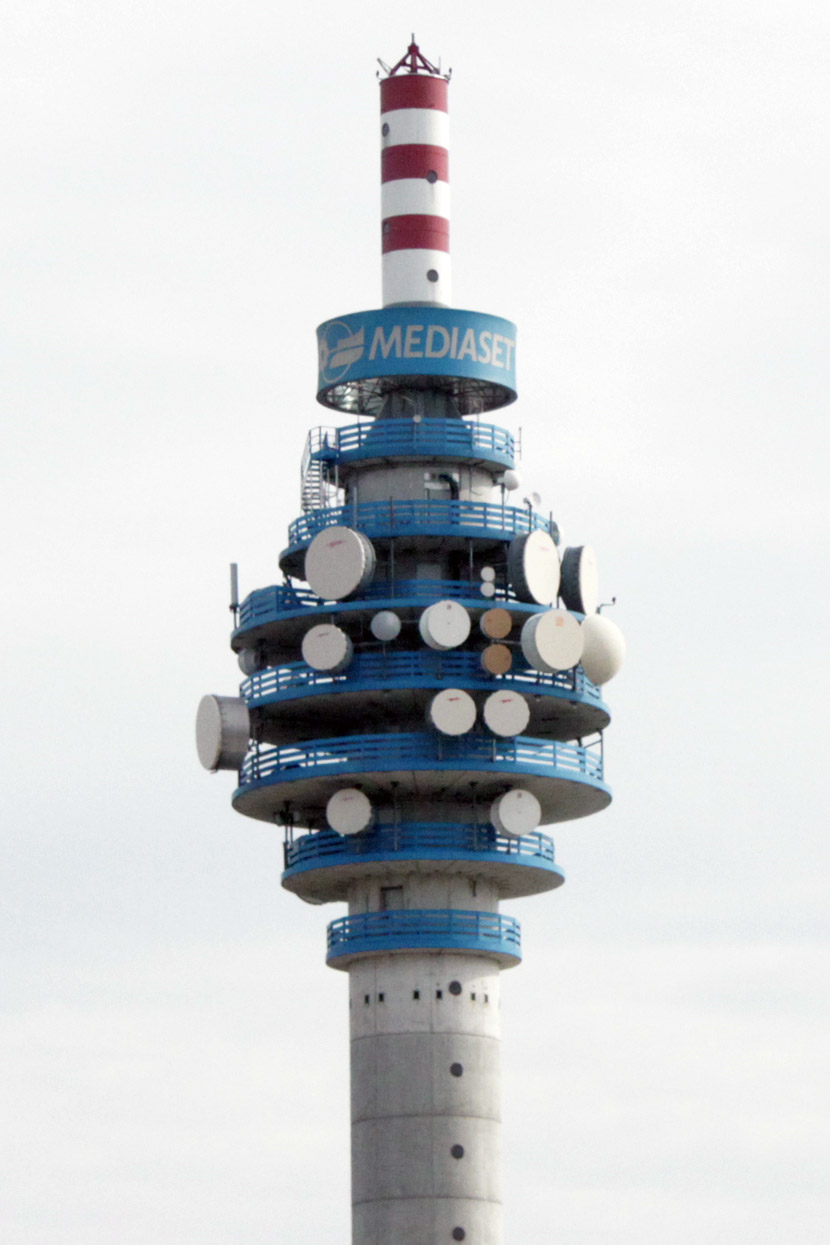
Torre Mediaset

### Media
A Cologno Monzese hanno sede:
- Mediaset, che con il suo principale centro di produzione caratterizza la zona ovest del comune. L'azienda occupa gli ex stabilimenti di Cinelandia, dove venivano girati i Caroselli
- Radio Italia
- Radio Zeta
- RTL 102.5
- Radio Freccia
- DAZN, presso NVP che comprende lo studio virtuale con tecnologie di realtà virtuale ed aumentata[23]
- NVP che a Cologno Monzese ospita il moderno e tecnologico Innovation Hub[24]
- Amazon Prime Video presso EMG Italy con lo studio per le dirette[25]
- EMG Italy,  società di produzione televisiva con 4 studi televisivi
- Icet Studios, che si occupa di allestimenti scenografici e fieristici.[26]
- Big Motion, società di produzione televisiva che comprende studi televisivi[27]
- Videoproject, società di produzione televisiva che comprende un grande studio di 700 mq[28]
- PKT Studios, con 3 studi televisivi di medio-grandi dimensioni[29]
- Michelangelo Studio, studio televisivo di proprietà di Gerry Scotti[30], utilizzato per diverse produzioni, anche Mediaset
- Studio Robinie, studio televisivo di grandi dimensioni, utilizzato per diverse produzioni, anche Mediaset[31]
- Soul Movie, società di post produzione[32]
- Etavideo, service video, audio, luci, post produzione[33]

In passato avevano qui la propria sede Sky Italia poi trasferita nel quartiere Santa Giulia a Milano, gli Studi Alboran, in Viale Spagna 74 (utilizzati anche per i telefilm con Cristina D'Avena come Cristina, l'Europa siamo noi), Blue Gold Studios, in Viale Liguria 37 e la Merak Film, in Viale Spagna 61, storica società di doppiaggio specializzata nel settore dei cartoni animati.

### Istruzione
Sul territorio sono dislocate 28 scuole di ogni ordine e grado sia pubbliche che private. Si contano:
- 12 scuole dell'infanzia;
- 9 scuole primarie;
- 4 scuole secondarie di primo grado;
- 3 scuole secondarie di secondo grado.

Alcune scuole sono raggruppate negli stessi edifici delle scuole di ordine superiore, mentre altre sono convenzionate tra loro affinché l'alunno segua un percorso che inizi con una scuola dell'infanzia e termini nello stesso istituto, con una scuola secondaria di primo grado. Queste scuole sono dette Istituti comprensivi.

## Infrastrutture e trasporti

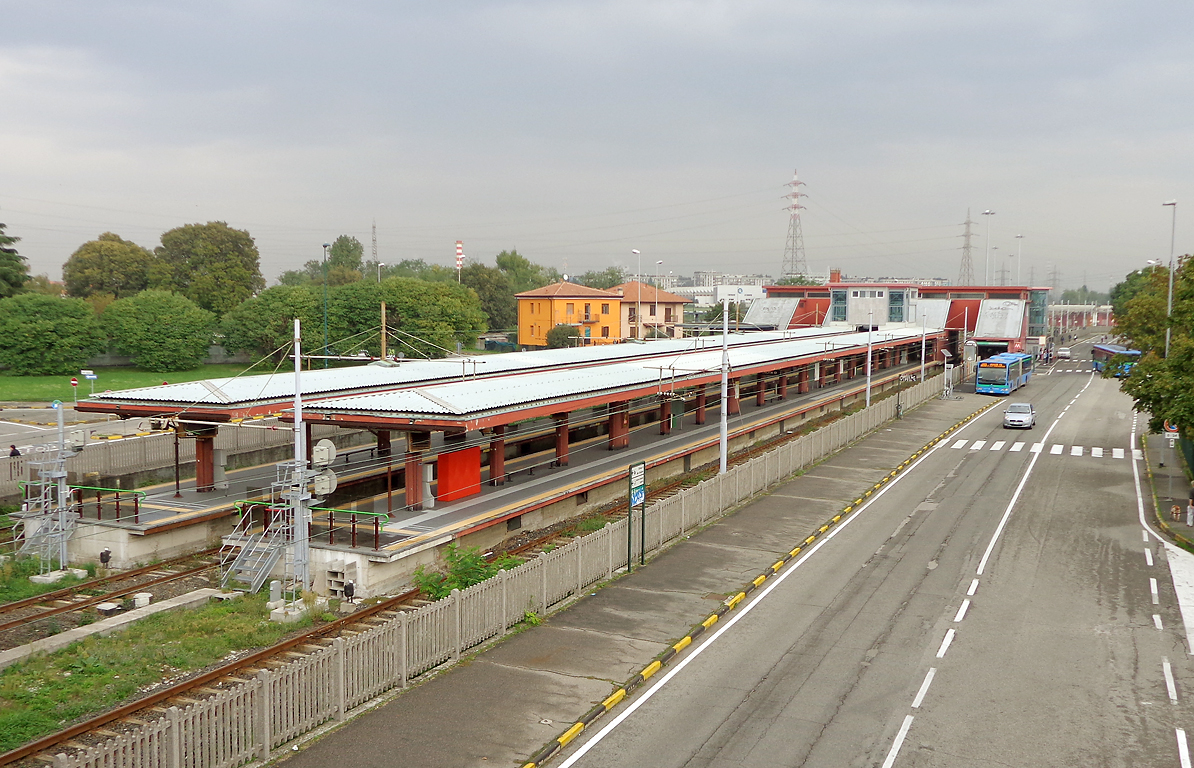
Stazione di Cologno Nord della metropolitana

Il comune di Cologno Monzese è attraversato dalla linea M2 della metropolitana di Milano, che lo collega direttamente con il centro cittadino del capoluogo. Sul territorio ci sono 3 stazioni: Cologno Sud (che nelle prime fasi progettuali era denominata "Metallino"), Cologno Centro (nei primi progetti chiamata semplicemente "Cologno") e Cologno Nord (che nei progetti iniziali si chiamava "Bettolino").
Varie linee di autobus gestite da ATM collegano Cologno Monzese ai suoi quartieri e ai comuni limitrofi. Presso la stazione della metropolitana di Cologno Nord si trova un'autostazione che funge da capolinea per varie autolinee interurbane, gestite da NET, provenienti dall'area nord-orientale della città metropolitana e dalla provincia di Monza e Brianza.
Cologno Monzese è attraversato dalla tangenziale est di Milano da sud-ovest a nord-est, dalla tangenziale nord ad ovest e dalla strada provinciale per Imbersago, che collega Milano a Lecco (che al giorno d'oggi prende il nome di Via Milano e Corso Roma).

## Amministrazione
| Periodo | Periodo   | Primo cittadino     | Partito         | Carica      | Note   |
| ------- | --------- | ------------------- | --------------- | ----------- | ------ |
| 1995    | 2003      | Giuseppe Milan      | centro-sinistra | Sindaco     | [ 36 ] |
| 2003    | 2004      | Pasquale Aversa     |                 | Comm. pref. |        |
| 2004    | 2009      | Mario Soldano       | centro-sinistra | Sindaco     | [ 36 ] |
| 2009    | 2010      | Antonio Velluto     | centro-destra   | Sindaco     | [ 36 ] |
| 2010    | 2010      | Maria Carmela Nuzzi |                 | Comm. pref. |        |
| 2010    | 2015      | Mario Soldano       | centro-sinistra | Sindaco     | [ 36 ] |
| 2015    | 2022      | Angelo Rocchi       | centro-destra   | Sindaco     | [ 36 ] |
| 2022    | 2023      | Anna Aida Bruzzese  |                 | Comm. pref. |        |
| 2023    | in carica | Stefano Zanelli     | centro-sinistra | Sindaco     | [ 36 ] |

## Sport

### Calcio
La principale squadra di calcio colognese si chiama F.C. Cologno. La prima squadra partecipa al campionato di Prima Categoria lombarda. Inoltre sul territorio è anche presente la squadra "A.S.D. Vires" che attualmente milita nel campionato di Seconda Categoria.

### Rugby
L'Iride Cologno Rugby è militante nel campionato nazionale C1 Elite.

### Basket
Il Settembrini Basket Cologno ora CBBA Cologno milita nel campionato italiano di pallacanestro di Serie D maschile.